# Лазаридис, Евгениос
Евгениос Лазаридис (греч. Ευγένιος Λαζαρίδης; род. 15 февраля 1988, Афины, Греция) — греческий боксёр-профессионал, гейткипер, выступающий в тяжёлой весовой категории. Серебряный призёр чемпионата Европы среди студентов (2011), многократный победитель и призёр национальных турниров в любителях.
Среди профессионалов интернациональный чемпион Германии по версии BDB (2017—2018) и интерконтинентальный чемпион по версии IBA (2015—2016) в тяжёлом весе.
Лучшая позиция по рейтингу BoxRec — 72-я (август 2021) и являлся 1-м среди греческих боксёров тяжёлой весовой категории, — уверенно входил в ТОП-75 лучших тяжёловесов всего мира.

## Биография
Евгениос Лазаридис родился 15 февраля 1988 года в Афинах (Греция).

## Любительская карьера
В любителях Лазаридис провёл 48 боёв — из них 44 боя выиграл и 4 проиграл.

### 2011—2012 годы
В декабре 2011 года завоевал серебряную медаль на чемпионате Европы среди студентов в Москве (Россия) в весе свыше 91 кг, в финале проиграв по очкам в близком бою (7-8) белорусу Яну Судиловскому.
В феврале 2012 года на международном мемориальном турнире «Странджа» в Софии (Болгария) в первом раунде соревнований досрочно проиграл опытному кубинцу Эрисланди Савону, — который в итоге стал победителем этого турнира в весе свыше 91 кг.
Также в апреле 2012 года в Трабзоне (Турция) участвовал в Европейском лицензионном турнире на котором разыгрывались именные путевки на предстоящие Олимпийские игры в Лондоне, где в 1/16 финала соревнований по очкам (7-12) проиграл эстонцу Каспару Ваха.

## Профессиональная карьера
В 2012—2013 годах принимал участие в серийном коммерческом турнире по боксу Bigger’s Better, и в финалах двух этапов — в октябре 2012 года (Bigger’s Better 16) и в марте 2013 года (Bigger’s Better 20) одерживал победы завоёвывая призовой выигрыш.
В мае — июне 2013 года был на трехнедельном сборе у легендарного тренера Дона Тёрнера в США. И после тренировочного сбора в Северной Каролине там же начал карьеру профессионального боксёра — 14 июня 2013 года победив техническим нокаутом в 1-м раунде американского боксёра Брэндона Боуэнса.
26 сентября 2014 года состоялся бой Лазаридиса с венгерским боксёром Аттилой Жирошом, которого Лазаридис победил техническим нокаутом уже в 1-м раунде. Бой был остановлен после того, как Аттила Жирош трижды побывал в нокдауне.

### Бой за титул интерконтинентального чемпиона IBA
6 ноября 2015 года Лазаридис победил единогласным решением судей (99-97, 99-95, 100-95) небитого немецкого проспекта Бориса Эстенфельдера (6-0-1) и завоевал свой первый титул чемпиона по версии IBA Intercontinental в тяжелом весе.

### Бой с Эрканом Тепером
24 октября 2017 года Лазаридис спорно впервые проиграл по очкам (счёт: 95-96) в очень конкурентом бою опытному высокорейтинговому немцу Эркану Теперу (17-2).

### Бой за титул интернационального чемпиона Германии BDB
18 ноября 2017 года Лазаридис победил нокаутом во 2-м раунде опытного грузина Давида Горгиладзе (14-6) и завоевал вакантный титул интернационального чемпиона Германии по версии BDB в тяжелом весе.

### Бой с Самуэлем Кадже
10 марта 2018 года Лазаридис проиграл нокаутом в 5-м раунде небитому высокорейтинговому французскому проспекту нокаутёру Самуэлю Кадже (10-0).

### Спарринги с чемпионами
Несколько раз он был на сборах в тренировочных лагерях известных боксёров, например в августе 2019 года был спарринг-партнёром россиянина Александра Поветкина, помогая ему подготовиться к бою с экс-претендентом на мировой титул Хьюи Фьюри, а в сентябре 2021 года спарринговал с Александром Усиком — помогая ему готовиться к чемпионскому бою с Энтони Джошуа.

### Бой с Агитом Кабайелом
18 июля 2020 года в Магдебурге, в бою за вакантный титул чемпиона по версии WBA Continental в тяжёлом весе уступил единогласным решением судей (счёт: 92-98, 90-100, 91-99) перспективному небитому немцу Агиту Кабайелу (19-0).

### Бой с Александром Захожим
Перед эти боем, из-за коронавирусной пандемии COVID-19 и жёсткого коронавирусного карантина в Германии, у Лазаридиса был полуторалетний простой без боёв. И 26 марта 2022 года в Дортмунде (Германия) он досрочно техническим нокаутом в 1-м же раунде проиграл опытному небитому украинскому проспекту Александру Захожиму (16-0).

### Бой с Андрасом Ксомором
28 мая 2022 года в городе Кайзерслаутерне (Германия) победил нокаутом венгерского джорнимэна Андраса Ксомора (18-34-2). Бой был остановлен на отметке 2:07 первого раунда.

### Бой с Мурадом Алиевым
30 сентября 2023 года в Ильзенбурге (Германия) провёл бой с небитым проспектом Мурадом Алиевым (7-0), — который победил ветерана единогласным решением судей, счёт: 89-100, 90-99 — дважды.
20 апреля 2020 года в городе Ландау (Германия) победил нокаутом в первом раунде малоизвестного Евгенио Милаццо рекорд которого составлял 1 победа и 9 поражений.

### Бой с Марко Хуком
29 июня 2024 года в Берлине (Германия) вышел на бой против вернувшегося после простоя в 4 года Марко Хука (43-5-1, 28 КО). Противостояние прошло в лимите супертяжелого веса (свыше 90,7 кг) и продлилось все 10 раундов. Бой закончился по очкам, Хук был активней и эффективней взяв победу —  97-93 (трижды).

## Статистика боёв
В таблице перечислены результаты всех поединков боксёров.
В каждой строке указан результат поединка. Дополнительно номер поединка обозначен цветом, который обозначает итог поединка. Расшифровка обозначений и цветов представлена в нижеследующей таблице.
| Пример | Расшифровка                     |
| ------ | ------------------------------- |
|        | Победа                          |
|        | Ничья                           |
|        | Поражение                       |
|        | Планируемый поединок            |
|        | Поединок признан несостоявшимся |
| КО     | Нокаут                          |
| ТКО    | Технический нокаут              |
| PTS    | Решение судей (по очкам)        |
| UD     | Единогласное решение судей      |
| MD     | Решение большинства судей       |
| SD     | Раздельное решение судей        |
| RTD    | Отказ от продолжения боя        |
| DQ     | Дисквалификация                 |
| NC     | Поединок признан несостоявшимся |